# Hexatoma interstitialis
Hexatoma interstitialis är en tvåvingeart som beskrevs av Alexander 1937. Hexatoma interstitialis ingår i släktet Hexatoma och familjen småharkrankar. Inga underarter finns listade i Catalogue of Life.